# Suq

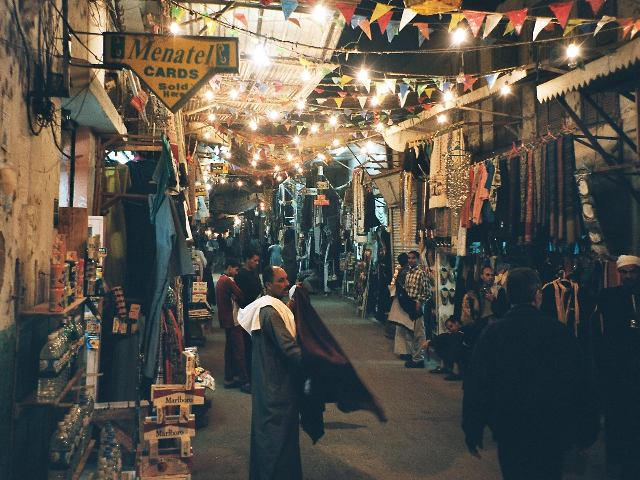
Suq von Esna in Ägypten

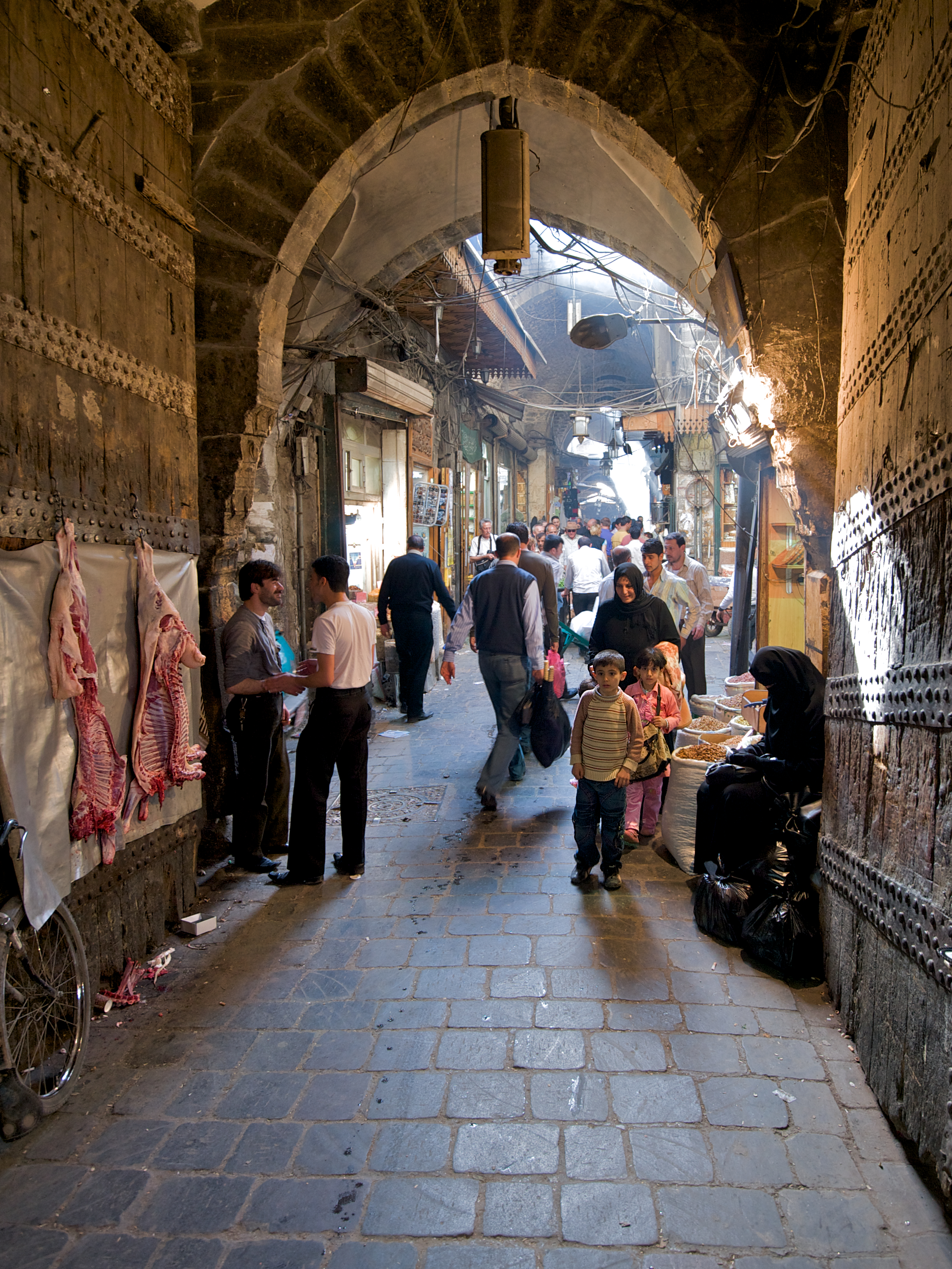
Suq in Aleppo in Syrien, 2010

Ein Suq (anhörenⓘ) (arabisch سوق, DMG Sūq ‚Markt‘, Plural أسواق / Aswāq; alternative Schreibweisen im Deutschen: Soq, Souk, Suk, Sook, Soukh  oder Souq) bezeichnet kommerzielle Viertel in einer arabischen Stadt und – wie auch „Markt“ im Deutschen – den Handel selbst. Suq ist ein Lehnwort aus der aramäischen Sprache mit derselben Bedeutung. Im persisch-indischen und türkischen Sprachraum entspricht dem Suq der Basar. Suqs sind ein beinahe allgemeines Kennzeichen einer orientalisch-arabischen Stadt und meist auch deren Wirtschaftszentrum. Im Gegensatz zu europäischen Geschäfts- und Handwerksvierteln sind die Suqs im Allgemeinen unbewohnt und einstöckig.
Auch die immer seltener werdenden, von Bauern organisierten Märkte in freiem Gelände außerhalb von Ortschaften werden als Suqs bezeichnet. Die Analyse der Suqs ist sowohl wirtschaftlich, sozialgeschichtlich als auch archäologisch von Bedeutung.

## Wirtschaftliche Funktion des Sūqs

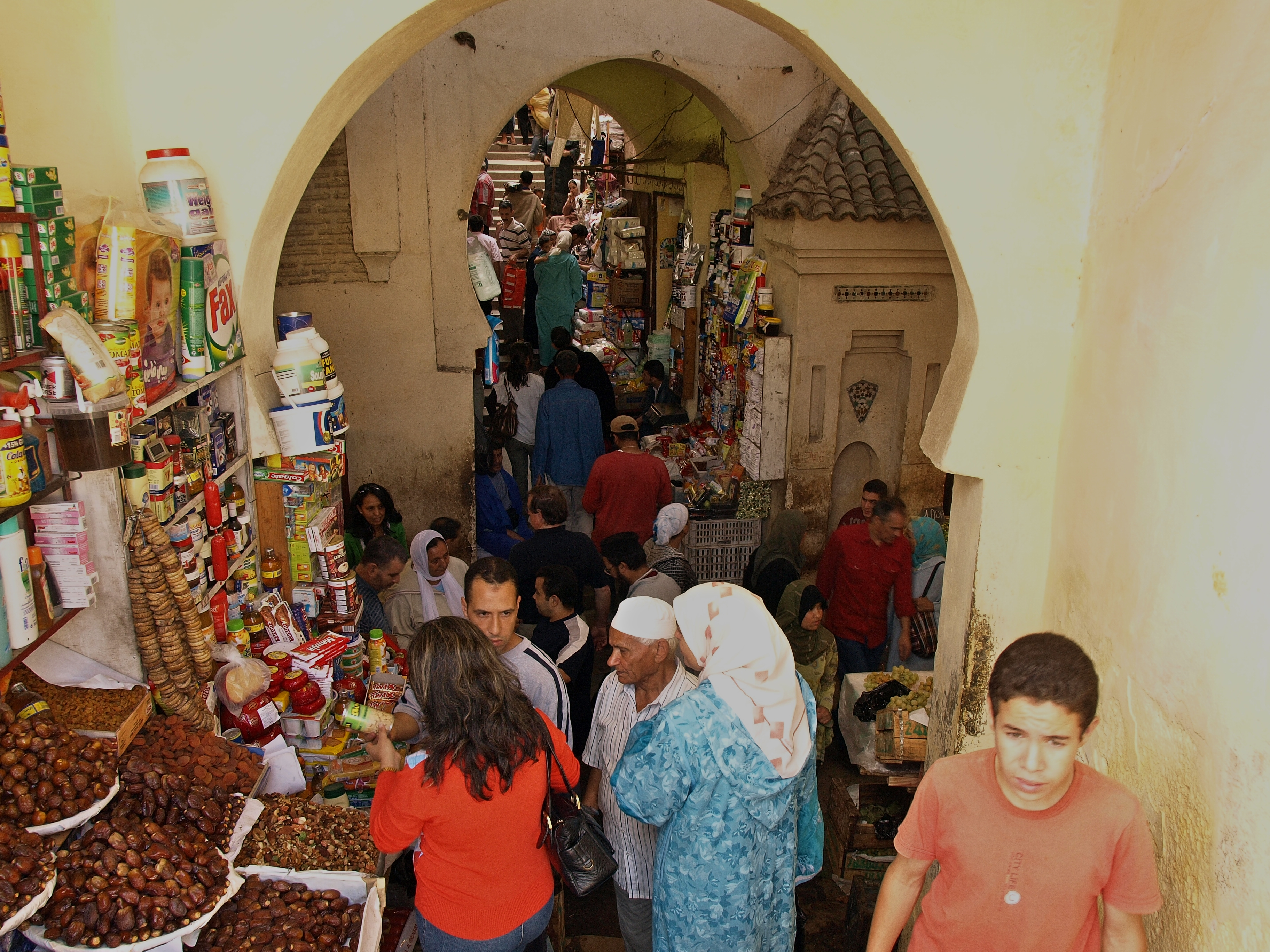
Typische Gasse in den Suqs von Fez

Die typischen Suq-Gassen sind von jeher die Domäne des Einzelhandels und des Handwerks. Zusätzlich sind die Sūqs aber auch Zentren des Außen- und Fernhandels, des Finanz- und Kreditwesens und allerlei öffentlichen und privaten Dienstleistungen, wie z. B. Moscheen. Sūqs sind so organisiert, dass Geschäfte mit gleichen Waren meist nahe beieinander liegen und zusätzlich noch eine kurze Verbindung zu den Warenlagern besteht, z. B. der Textileinzelhandel in den Gassen und die Stofflager in den angrenzenden Warenhäusern.
Als Mittelpunkt des Groß- und Fernhandels, sowie der finanziellen Angelegenheiten, hat sich die Gebäudeform des Chan herausgebildet. Dies ist ein mehrgeschossiges Gebäude mit absperrbarem Innenhof, das den meisten Sūqs angeschlossen ist.
Darüber hinaus sind sie aus Sicherheitsgründen meist so organisiert, dass sich die „edleren“ Handwerke, etwa Juweliere, Gold- und Silberschmiede oder Seidenhändler, in der Mitte des Marktareals befinden. In jüngerer Zeit hat sich oft der umsatzstarke Einzelhandel gegenüber dem Handwerk an den belebteren Straßen durchgesetzt – traditionell waren Werkstatt und Verkaufsstelle an einem Ort.
Die Gassen vieler Suqs sind ganz oder teilweise überdacht, um Waren und Besucher vor Sonnenlicht und Hitze zu schützen.

## Wandel im Laufe der Zeit
Anfang des 20. Jahrhunderts verloren die Suqs zunehmend an Bedeutung und wurden zu einem billigen Wohnplatz für Zuwanderer. Sie konkurrierten zumeist mit westlich orientierten Stadtteilen, die angenehmere aber auch teurere Wohnalternativen boten.

### Angebotswandel

Der moderne Suq von Schardscha, Vereinigte Arabische Emirate

Mit dem orientalischen Charme und dem „exotischen“ Einkaufserlebnis wurde der Suq zunehmend für Touristen attraktiv. Er erlebte auch eine zunehmende Wertschätzung durch die lokale Bevölkerung, was zu teilweise sehr aufwändigen Restaurierungen der erhaltenen Gebäude führte, um diese weiterhin nutzen zu können.
Mit der wachsenden Bedeutung der Touristen als Kunden passte sich auch das Warenangebot an, und folkloristische Waren, Luxusgüter und modische Lederwaren nahmen einen größeren Platz in den Suqs ein. Das traditionelle Handwerk muss diesem Trend mehr und mehr weichen, während das Kunsthandwerk von den zahlungskräftigen Kunden profitiert.

## Sonstiges
In den Suqs ist das Aushandeln des Preises (Feilschen) zwischen Kunden und Ladeneigentümern üblich. Nicht gern gesehen wird ein spontaner Abbruch der Preisverhandlungen durch den potentiellen Käufer.
Das Konzept, verschiedenste Ladengeschäfte, Dienstleister und Restaurants auf einem engen Raum konzentriert zu haben, ähnelt der Struktur moderner Einkaufszentren in westlichen Ländern.

## Zitat
- „Neben den Läden, wo nur verkauft wird, gibt es viele, vor denen man zusehen kann, wie die Gegenstände erzeugt werden. So ist man von Anfang an dabei, und das stimmt den Betrachter heiter. Denn zur Verödung unseres modernen Lebens gehört es, dass wir alles fix und fertig ins Haus und zum Gebrauch bekommen, wie aus hässlichen Zauberapparaten.“ Elias Canetti: Die Stimmen von Marrakesch. Die Suks.